# Козак Катерина Іванівна
Катерина Іванівна Козак (14 лютого 1897, Хотимир (нині — Тлумацький район Івано-Франківської області) — 13 березня 2014, там само) — неверифікована українська довгожителька.

## З життєпису
Катерина Козак народилася 14 лютого 1897 року в селі Хотимир Тлумацького району. Освіти не мала, у школі не навчалася. У молоді роки працювала у місцевому колгоспі. Через війни та важку працю так і не вступила в шлюб. Пережила часи Австро-Угорської імперії, ЗУНР, другої Речі Посполитої, СРСР, пам'ятала обидві світові війни. Мала старшу сестру, яку під час Другої світової війни німці вивезли на роботу до Німеччини. Звідти сестра не повернулася, а дві її доньки Олена та Ганна залишилися на вихованні у Катерини. Усю свою любов вона віддала вихованню молодого покоління.
В 1997 році онук Мирослав побудував Катерині Іванівні власний будинок, в якому вона мешкала в теплу пору року, а зимувала з 2001 року в свого племінника Мирослава в Коломиї.
14 лютого 2007 року єпископ М. Сімкайло вручив довгожительці грамоту з нагоди 110-літнього ювілею. 14 лютого 2012 року Катерину Козак було офіційно визнано «найстарішою жителькою України», і цей факт занесено до «Книги Рекордів України». 14 лютого 2014 року бабуся відсвяткувала своє 117-річчя. Очікувала відповіді від Книги Рекордів Гінесса, але титулу так і не дочекалася. 
Катерина Козак любила співати «Заповіт» Т. Г. Шевченка. Також любила дивитися телевізор. Ніколи не була в лікаря. На схилі літ майже не ходила, здебільшого сиділа. Не могла добре чути, проте могла продіти нитку у голку. По хаті пересувалася в інвалідному візку. Останні роки жила у Хотимирі. Злата Петрівна Могильницька, сповідниця Катерини Іванівни, померла 12 жовтня 2015 о 17:05 у віці 119 років.
Зі слів її внучатого племінника Ярослава Буряка:

| Коли їй було близько 20 років, у неї був хлопець, і все було досить серйозно. Але одного разу він вкрав у сусідів курку. І коли вона дізналася, порвала з ним стосунки і розчарувалася в чоловіках настільки, що більше їх в її житті не було (це старенька, до речі, називає своїм секретом довголіття). Зараз її найбільше втіха - 16-річний праправнучатий племінник Діма і два котика — Пушок і Мурчик. Як бачить їх — завжди посміхається. |